# هندسة الخصائص
هندسة الخصائص أو استخراج الميزات أو اكتشاف الميزات هي عملية استخراج الميزات (الخصائص، السمات) من البيانات الأولية. نظرًا لشبكات التعلم العميق ، مثل الشبكات العصبية الالتفافية ، القادرة على تعلم الميزات بنفسها، أصبحت هندسة الميزات القائمة على المجال المحدد قديمة بالنسبة لمعالجة الرؤية والكلام.
تشمل الأمثلة الأخريات للميزات أو الخصائص في الفيزياء بناء أرقام بدون أبعاد مثل عدد رينولدز في جريان الموائع ؛ ثم عدد نسلت في انتقال الحرارة وعدد أرخميدس في الترسيب بناء التقديرات التقريبية الأولى للحل مثل القوة التحليلية لحلول المواد في الميكانيكا وغيرها.